# Benfica (Lissabon)
Benfica is een plaats (freguesia) in de Portugese gemeente Lissabon en telt 35.362 inwoners (2021).